# Coleophora nicaeella
Coleophora nicaeella é uma espécie de mariposa do gênero Coleophora pertencente à família Coleophoridae.